# هوانگ تینگ تینگ
هوانگ تینگ تینگ (انگلیسی: Huang Tingting؛ زادهٔ ۸ سپتامبر ۱۹۹۲) خواننده، و هنرپیشه اهل چین است.